# Josef Greußing
Josef Greußing (* 6. Jänner 1905 in Lauterach; † 28. Juli 1971 ebenda) war ein österreichischer Politiker (SPÖ), Schmied und Bezirkssekretär der SPÖ. Er war von 1945 bis 1969 Abgeordneter zum Vorarlberger Landtag.

## Ausbildung und Beruf
Greußing besuchte die Volksschule Lauterach und absolvierte danach von 1921 bis 1923 eine Lehre als Schmied in Roggenbeuren. Er war in der Folge beruflich als Schmied tätig und arbeitete ab 1923 für die Österreichischen Bundesbahnen, wobei er als Schmied und Maschinenschlosser eingesetzt wurde. Zwischen 1940 und 1945 diente er im Zweiten Weltkrieg, im Juni 1945 kehrte er aus der Kriegsgefangenschaft zurück. Danach war er ab 1945 als Bezirkssekretär der SPÖ Bregenz beschäftigt.

## Politik und Funktionen
Greußing trat 1923 der Sozialdemokratischen Partei bei und wurde 1932 Mitglied der sozialistischen Parteivertretung. Er fungierte von 1932 bis zum Parteiverbot als Bezirksobmann der Sozialdemokratischen Partei Bregenz und wurde nach dem Verbot 1934 Mitglied und Aktivist der Revolutionären Sozialisten. Zudem war er in der Zwischenkriegszeit gewerkschaftlich aktiv, fungierte von 1925 bis 1934 als Funktionär der Freien Gewerkschaft Österreichs und war ab 1925 Funktionär der Sozialistischen Arbeiterjugend. Zudem engagierte er sich als Landesobmann der Arbeiterjugend. Wegen seiner politischen Tätigkeit wurde Greußing am 12. Februar 1934 für einige Tage inhaftiert, am 7. Oktober 1937 erfolgte seine neuerliche Verhaftung wegen einer Streuaktion für die illegalen Revolutionären Sozialisten. Er wurde jedoch am 13. Jänner 1938 vom Schwurgericht Feldkirch aus Mangel an Beweisen freigesprochen und am 4. Februar 1938 aus der Haft entlassen.
Nach dem Zweiten Weltkrieg wurde Greußing Bezirksparteivorsitzender der SPÖ Bregenz, der er bis etwa 1964 vorstand. Er war zudem auf Landesebene Mitglied der Landesparteikontrolle der SPÖ Vorarlberg und war von 1950 bis 1960 Mitglied der Gemeindevertretung von Wolfurt. Als Abgeordneter des Wahlbezirkes Bregenz war er vom 11. Dezember 1945 bis zum 28. Oktober 1969 Abgeordneter zum Vorarlberger Landtag, wobei er während seiner Tätigkeit im Landtag Mitglied im Volkswirtschaftlichen Ausschuss bzw. Finanzausschuss sowie im Landwirtschaftlichen Ausschuss war.
Greußing war Landesobmann des ARBÖ Vorarlberg, Mitglied der Gewerkschaft der Bauarbeiter, Mitglied des ASKÖ, Mitglied des Arbeiter-Turn- und Sportvereins, Mitglied des Arbeiter-Feuerbestattungsvereins „Flamme“ und Mitglied der Naturfreunde Vorarlberg.

## Privates
Greußing wurde als Sohn des Fuhrmanns Alois Greußing und dessen Gattin Franziska, geborene Kleiner, geboren. Er heiratete am 23. Oktober 1945 Gisela Fragner (1910–1986) und wurde Vater von zwei Söhnen, die 1946 bzw. 1948 geboren wurden. Er starb infolge eines Verkehrsunfalls.